# Grete Walter-Klingenstein
Grete Walter-Klingenstein (* 19. Dezember 1939 in Hartberg) ist eine österreichische Historikerin.

## Leben
Von 1957 bis 1964 studierte sie Geschichte und Anglistik an der Universität Wien und schloss mit einer Promotion zum Dr. phil. ab. Nach einem Übersetzerstudium war sie Akademische Übersetzerin. 1959/1960 studierte sie an der University of Oregon Geschichte, Politische Wissenschaften und Amerikanistik und legte einen B. A. ab. 1962/1963 lehrte sie am Collège d’Europe Politische Wissenschaften und Geschichte. Nach der Habilitation 1972/1973 für Geschichte der Neuzeit in Wien lehrte sie seit 1976 als ordentliche Professorin am Institut für Geschichte der Universität Graz.
2016 wurde sie zum Mitglied der Academia Europaea gewählt.

## Mitgliedschaften
- Österreichische Akademie der Wissenschaften, w. M.
- Ungarische Akademie der Wissenschaften, Ehrenmitglied
- Mitglied des Kuratoriums des Fonds zur Förderung der Wissenschaftlichen Forschung, Wien
- Lessing-Akademie, Wolfenbüttel
- Royal Historical Society, London
- Österreichische Gesellschaft zur Erforschung des 18. Jh.
- Deutsche Gesellschaft zur Erforschung des 18. Jh.
- Société Française d’étude du XVIIIe siècle
- Istituto di Storia Sociale e Religiosa, Gorizia

## Auszeichnungen
- 2017: Kardinal-Innitzer-Preis (Großer Preis)

## Schriften (Auswahl)
- Die Anleihe von Lausanne. Ein Beitrag zur Geschichte der Ersten Republik in den Jahren 1931–1934. Wien 1965, OCLC 904051.
- Staatsverwaltung und kirchliche Autorität im 18. Jahrhundert. Das Problem der Zensur in der theresianischen Reform. München 1970, OCLC 221329620.
- Der Aufstieg des Hauses Kaunitz. Studien zur Herkunft und Bildung des Staatskanzlers Wenzel Anton. Göttingen 1975, ISBN 3-525-35906-3.
- als Herausgeberin: Krise des Fortschritts. Wien 1984, ISBN 3-205-08461-6.